# Peratophyga aerata
Peratophyga aerata là một loài bướm đêm trong họ Geometridae.